# هوشنگ سارنگ
هوشنگ سارنگ (زاده ۱۲۹۱ - درگذشته ۱۳۴۸) بازیگر سینما و تئاتر اهل ایران بود. او از هنرستان هنرپیشگی تهران فارغ‌التحصیل شد. سارنگ فعالیت در تئاتر را در سال ۱۳۱۱ و فعالیت در رادیو را در سال ۱۳۱۷ را شروع کرد. وی در اواخر عمر در دام اعتیاد افتاد و با وضع نامناسبی در خیابانها تار می‌نواخت. ایشان مدتی را با هزینه وزارت اطلاعات تحت درمان اعتیاد گذراند و به رادیو بازگشت. سارنگ در آذرماه ۱۳۴۸ با فروکردن چاقو در قلبش خودکشی کرد و جسد وی توسط مستخدم مسافرخانه حقیقت نو پیدا شد. وی شش ماه بود که در آن مسافرخانه اقامت داشت.

## نمایش‌ها
ابن ملجم، اتللو، احتکار شوهر، بارگاه معاویه، بدگمان، بر روی خرابه‌ها، بوالهوس، پاکباخته، پروفسور سوسول، پله پنجم، په پو، توپاز، توسکا، جاده زرین سمرقند، خزانه دار شاه صفی، داد نزن بیدار میشه، دردسر تلفن، رستم و سهراب، سه دلاور، سه مسافر و یک تختخواب، شاهزاده تاتیانا، شب بحرانی، علی بهانه گیر، لحظات بحرانی، لیلی و مجنون، مرحوم آقا، مزاحم زندگی، میشل استروگوف، همه در اشتباهند، یوسف و زلیخا

## فیلم شناسی
1. حاتم طائی (۱۳۴۵)
2. مردی در قفس (۱۳۴۴)
3. بن‌بست (۱۳۴۳)
4. وسوسه (۱۳۴۳)
5. آقای هفت رنگ (۱۳۴۲)
6. گربه وحشی (۱۳۴۱)
7. مکر ابلیس (۱۳۴۱)
8. ورپریده (۱۳۴۱)
9. آتشپاره تهران (۱۳۴۰)
10. انسان پرنده (۱۳۴۰)
11. بیوه‌های خندان (۱۳۴۰)
12. دختر همسایه (۱۳۴۰)
13. بیم و امید (۱۳۳۹)
14. دختری از اصفهان (۱۳۳۹)
15. آقای شانس (۱۳۳۸)
16. جوانان امروزی (۱۳۳۸)
17. چشمه آب حیات (۱۳۳۸)
18. دست تقدیر (۱۳۳۸)
19. آقای اسکناس (۱۳۳۷)
20. بهلول (۱۳۳۶)
21. بر باد رفته (۱۳۳۳)
22. گلنسا (۱۳۳۲)